# 凱凱·開勒
哈岑·薛利·開勒（英語：Hazen Shirley Cuyler，1898年8月30日—1950年2月11日），綽號「凱凱」，為美國職棒大聯盟的右外野手。生涯曾效力過海盜、小熊、紅人與道奇等隊。
開勒生涯拿下四次盜壘王頭銜，1925年敲出26支三壘安打為20世紀以來次高紀錄。他在1925年拿下世界大賽冠軍，1968年入選名人堂。

## 職業生涯

### 匹茲堡海盜
1921年到1923年，開勒都短暫在大聯盟出賽，大部分的時間都待在小聯盟。1923年，他在小聯盟繳出3成40的打擊率。
1924年，開勒迎來生涯首個完整球季。他和Carson Bigbee輪流擔任球隊的先發外野手，而他在5月截止前的打擊率為4成。8月9日，開勒單場敲出6支安打，包含4支長打。整季他的打擊率為3成54，並跑回94分與32次盜壘成功。總教練弗瑞德·克拉克甚至認為開勒有機會成為第二個泰·柯布。

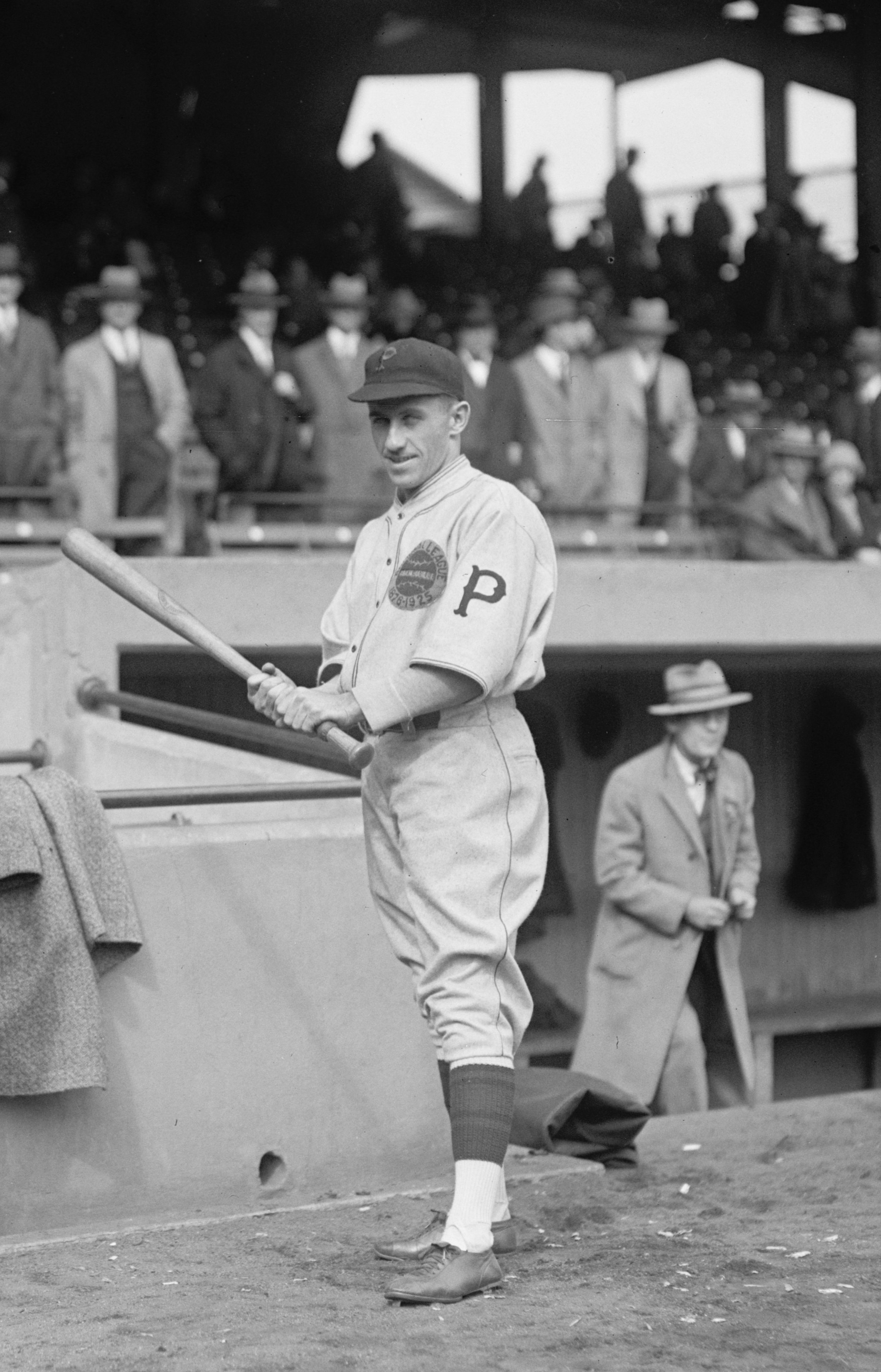
1925年的開勒

1925年6月4日，開勒達成完全打擊。9月18日至9月20日，他連續10個打席敲出安打，寫下國聯歷史紀錄。這年他敲出8支場內全壘打，並以144次得分拿下得分王。他以生涯新高的3成57打擊率將海盜送進世界大賽。雖然他在世界大賽的打擊率只有2成59，不過他在第七戰8局下敲出致勝安打，最終海盜9比7贏球，開勒也拿下職業生涯唯一一座冠軍。
1926年，另一名大物新秀保羅·華納登上大聯盟，迫使開勒移防左外野。開勒在上半季繳出3成81的打擊率，不過下半季打擊率僅2成99。而他在8月曾演出單場敲出2支場內全壘打的罕見紀錄。8月11日，貝比·亞當斯、麥克斯·卡瑞和Carson Bigbee等三名球員曾要求球隊將總教練克拉克移出名單外。最後這三名球員在兩天後都遭到釋出。這也導致海盜在球季末段喪失競爭力，最後開勒的打擊率為3成27。
1927年5月28日，開勒首次進入傷兵名單。雖然海盜再次進入世界大賽，但因為開勒與新任總教練不合，導致他整個系列賽都被迫坐板凳，這也導致許多球迷不滿。最後海盜4連敗輸給洋基。11月，海盜將開勒交易到小熊，換來Sparky Adams和Pete Scott。

### 小熊與生涯後期
加入小熊的第一年，開勒就受到腳踝傷勢困擾，整季打擊率下滑到2成85。不過他還是拿下第二次的國聯盜壘王。1929年，開勒滿血回歸，整季打擊率為3成60。他還在世界大賽繳出3成打擊率，但小熊以1勝4敗輸給運動家。
1930年，開勒的安打數(228)、得分(155)和打點(134)都寫下個人新高。雖然隊友哈克·威爾森寫下單季191分打點的大聯盟紀錄，但小熊依舊以2場勝差輸給紅雀。1931年，開勒再度達成單季200安，但這也是他最後一次單季出賽滿150場的賽季。1932年8月31日，開勒在9局下敲出陽春砲追平比數，後來在10局下敲出致勝3分砲。
1933年3月29日，開勒在表演賽滑壘時弄斷脛骨，導致出賽數銳減。整季他的打擊率為3成17。隔年他擊出聯盟最多的42支二壘安打，打擊率為3成38。1935年，他在上半季繳出2成68的打擊率，最後他被小熊釋出。開勒在7月份加入紅人，並在隔年繳出3成26的打擊率。1937年春訓，他在比賽中頰骨骨折，最後他在球季結束後被釋出。他原本打算就此退休，不過後來仍加盟道奇隊，成為國聯最老的選手。1938年，他出賽58場比賽後，於9月16日被球隊釋出，並結束其球員生涯。

## 生涯打擊成績
| 出賽次數 | 打席 | 打數 | 得分 | 安打 | 二安 | 三安 | 全壘打 | 打點 | 盜壘 | 保送 | 三振 | 打擊率 | 上壘率 | 長打率 | OPS  |
| -------- | ---- | ---- | ---- | ---- | ---- | ---- | ------ | ---- | ---- | ---- | ---- | ------ | ------ | ------ | ---- |
| 1879     | 8100 | 7161 | 1305 | 2299 | 394  | 157  | 128    | 1065 | 328  | 676  | 752  | .321   | .386   | .474   | .860 |

## 晚年

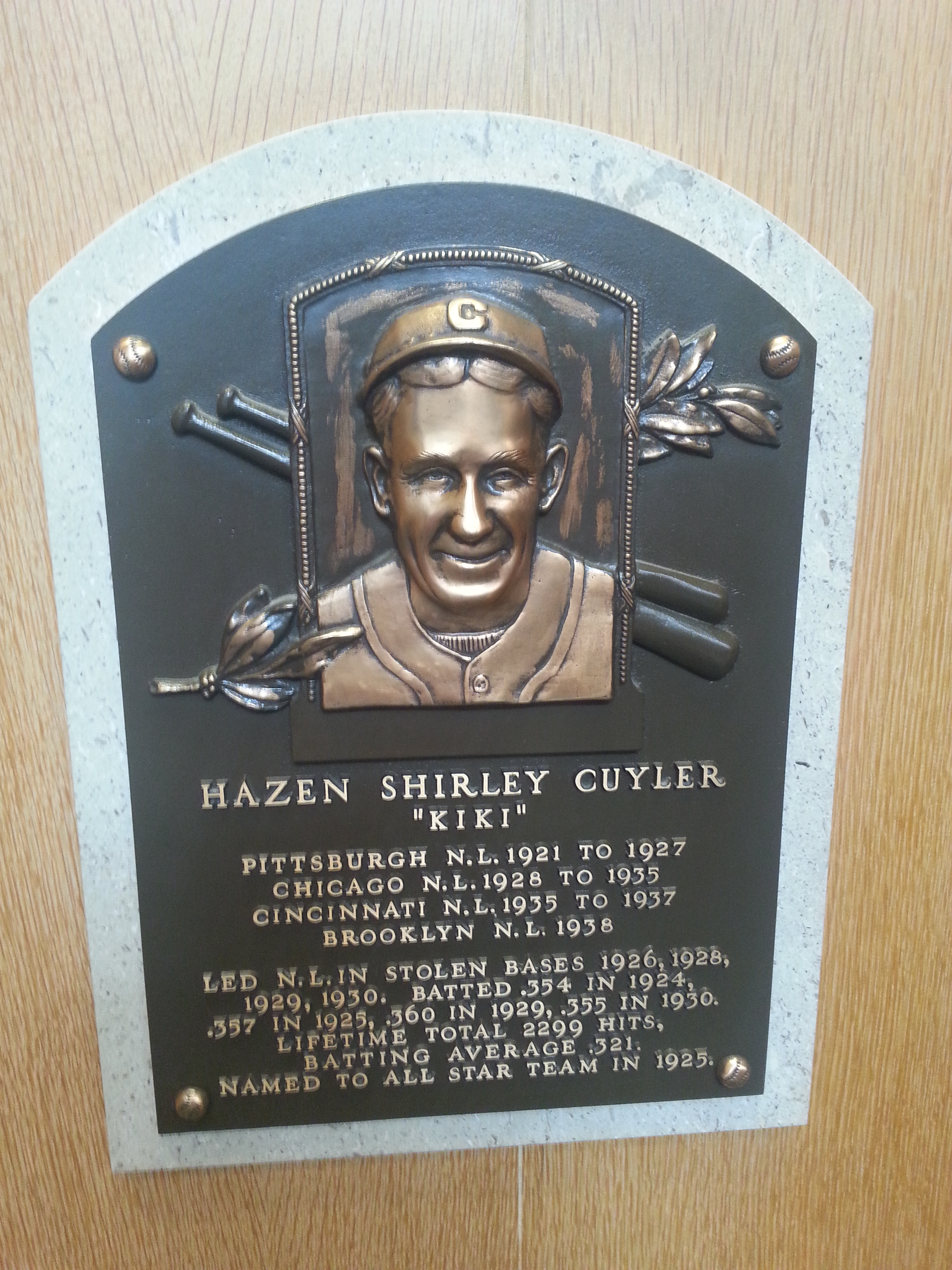
開勒的名人堂匾額

開勒在退休後於小聯盟執教，後來也在小熊與紅襪擔任過教練。1950年2月2日，他在冰釣時因中風被送往醫院。之後他在11日去世，享年51歲。
1968年，開勒入選美國棒球名人堂。開勒的兒子哈洛德在其父親去世後曾經營一家酒館，但在2018年因火災損毀。

## 外部連結
- 球員資訊和成績在MLB，ESPN，Retrosheet ，Baseball Reference ，Baseball Reference (Minors) ，Fangraphs ，The Baseball Cube （英文）

| 前任： 古斯·高斯林 | 完全打擊 1925年6月4日 | 繼任： 麥克斯·卡瑞 |